# Celeb
Celeb est une série télévisée britannique en six épisodes de 22 minutes diffusée entre le 6 septembre 2002 et le 10 octobre 2002 sur BBC.
La série est l'adaptation d'une bande dessinée du même nom publiée dans le magazine Private Eye. 

## Synopsis
Harry Enfield est une rock star sur le retour dont l'épouse, Debs, est obsédée par la célébrité. 

## Distribution
- Harry Enfield (VF : Gabriel Le Doze) : Gary Bloke
- Amanda Holden (VF : Sybille Tureau) : Debs Bloke
- Leo Bill : Troy Bloke
- Rupert Vansittart : Johnson
- Frances Barber : Suzi

 Source et légende : version française (VF) sur RS Doublage

## Épisodes
1. L'anniversaire de Gary (The Party)
2. Devine qui vient à la maison(The Guest)
3. Jury littéraire (The Cast Member)
4. Complexe de taille (The Infatuation)
5. Surprise papi ! (The Love Child)
6. L'exécuteur (The Assassin)